# Miltscho Lewiew
Miltscho Issakow Lewiew (bulgarisch Милчо Левиев; zumeist Milcho Leviev; * 19. Dezember 1937 in Plovdiv, Bulgarien; † 12. Oktober 2019) war ein US-amerikanischer Jazzpianist, Komponist und Arrangeur bulgarischer Herkunft.

## Leben und Wirken
Lewiew stammte aus jüdischer Familie, sein Bruder Yoan war ein bekannter Künstler in Plovdiv. Er studierte Musik an der Nationalen Musikakademie „Prof. Pantscho Wladigerow“ Komposition unter Professor Pancho Vladigerov und Klavier unter Professor Andrei Stoyanov mit dem Abschluss 1960. Seine professionelle Karriere begann er als Komponist am Theater in Plovdiv. Außerdem leitete er 1962 bis 1966 die Big Band des Bulgarischen Rundfunks in der Nachfolge von Emil Georgiev. Seine innovativen Ideen bei Stücken wie Studia, Blues in 9 oder Anti-waltz wurden als geglückte Synthese von bulgarischer Folklore und Jazz gewertet. Von 1963 bis 1968 arbeitete er als Solist und Leiter der Sinfonie-Orchester von Sofia (und in dem von Plovdiv). 1965 gründete er mit Simeon Shterev die Formation Jazz Focus ‘65, mit der er bis 1970 Tourneen unternahm und auf internationalen Jazzfestivals in Montreux, Prag und Sofia auftrat.
1970 verließ Lewiew Bulgarien aus politischen Gründen; für kurze Zeit lebte er in der Bundesrepublik Deutschland, wo er u. a. mit dem Jazzensemble des Hessischen Rundfunks und mit dem Folkduo Colin Wilkie & Shirley Hart zusammenarbeitete. Er wanderte dann in die USA aus, wo er als Komponist, Arrangeur und Pianist zunächst bei Don Ellis (1971–1976) wirkte und die komplexen Balkanrhythmen für Big Band umsetzte. Weiterhin arbeitete er bei Billy Cobham (1974–77). Lewiew, der 1977 amerikanischer Staatsbürger wurde, war außerdem musikalischer Direktor bei Lainie Kazan (1977–80), spielte mit John Klemmer, Art Pepper, Roy Haynes, L. Subramaniam, João Gilberto, Al Jarreau und Carmen McRae. Mit Art Pepper nahm er einige Alben zwischen 1980 und 1983 auf und tourte mit ihm durch Europa. Zur gleichen Zeit leitete er mit dem klassischen Flötisten Jim Walker die Formation Free Flight, die er 1984 verließ. Nach 1983 war er musikalischer Direktor der Jazz Sessions im Comeback Inn in Venice, Kalifornien. Mit Dave Holland gab er Konzerte in Japan (1983-86) und spielte als Klavier-Solist in Europa (1985-86). Lewiew unterrichtete Jazz-Komposition an der Universität von Südkalifornien. An der Universität von Sofia leitete er Meisterklassen.
Lewiew komponierte mehrere sinfonische und kammermusikalische Werke sowie Musik für Big Band. Insbesondere in den 1960er Jahren schrieb er auch Filmmusik.

## Auswahldiskographie
- Jazz Focus ’65 (MPS 1969, mit Simeon Shterev, Lubomir Mitrov, Peter Slavov)
- Don Ellis: Tears of Joy  (Columbia 1971)
- Don Ellis: New Rhythms (EME 1972)
- Milcho Leviev Trio What’s New (Atlas 1980, mit Ray Brown, Peter Erskine)
- Blues for the Fisherman (Mole Jazz 1980, mit Art Pepper, Tony Dumas, Carl Burnett)[4]
- Music for Big Band and Symphony Orchestra (Philippopolis Records 1981)
- Free Flight: The Jazz/Classic Union (Palo Alto 1982)
- Lingua Franca: Common Language (Belladonna, 1985, mit Dušan Bogdanović, Alexei Zubov)
- Milcho Leviev & Charlie Haden: First Meeting (Pan Music, 1986)
- Milcho Leviev/Theodosii Spassov Trio Gourbet Mohabet (Live) 1990
- Bulgarian Piano Blues (M.A. 1990)
- Jazzensemble des Hessischen Rundfunks: Atmosphering Condition Permitting (ECM 1967-93)[5]
- Milcho Leviev & Dave Holland Up & Down (M.A. 1993)
- Multiple Personalities (Milcho Leviev Plays the Music of Don Ellis) (Mighty Quinn, 2006)
- Quiet March (Perfect Records 2015)

## Filmographie (Auswahl)
- 1965: Heißer Mittag (Горещо пладне)
- 1967: Der Umweg (Отклонение)
- 1968: Gefährlicher Flug (Опасен полет)
- 1968: Heimlichkeiten (Малки тайни)
- 1969: Die Altarwand (Иконостасът)
- 2001: Brief nach Amerika (Писмо до Америка)